# Steeplechase Park
Pour les articles homonymes, voir Steeple chase.

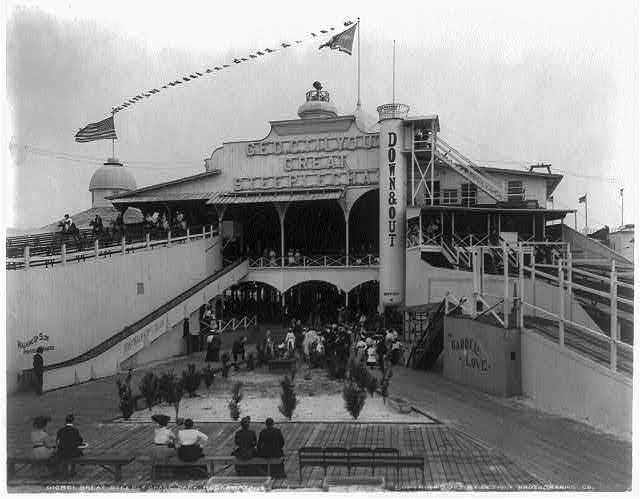
Entrée du parc

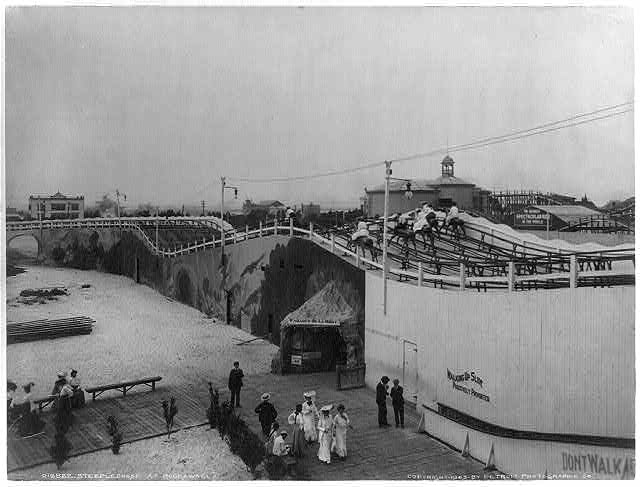
L'attraction des chevaux mécaniques qui a donné son nom au parc

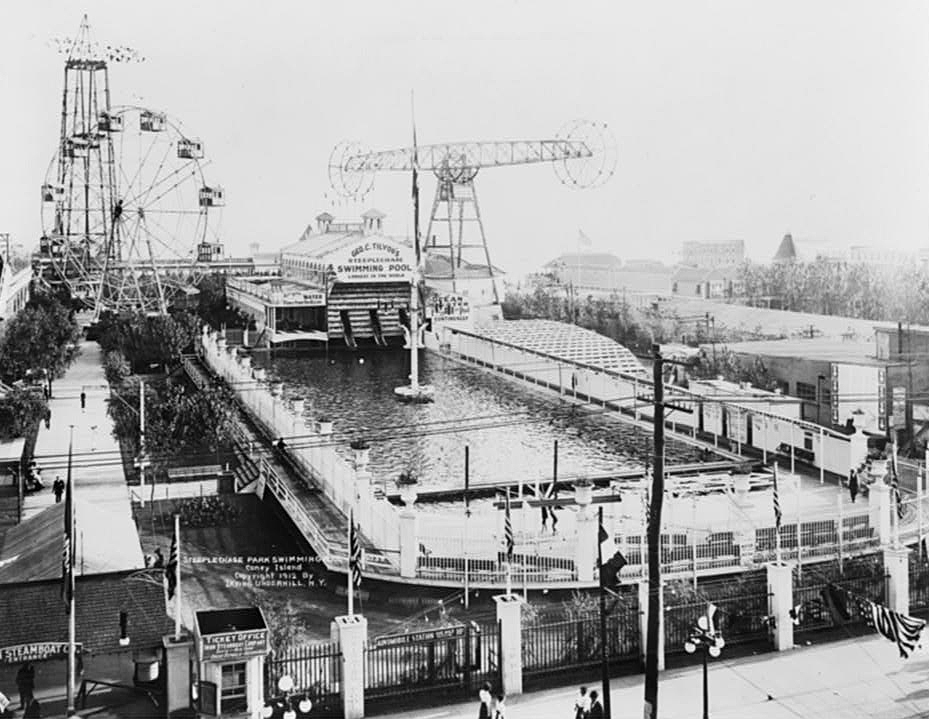
Piscine du parc

Steeplechase Park est un ancien parc d'attractions de New York, qui était situé sur Coney Island à Brooklyn. Il a été exploité de 1897 à 1964. Il fut l’un des premiers parc d’attractions et est encore aujourd’hui un parc référence.

## Histoire
Le parc a été créé par George C. Tilyou, qui a grandi dans une famille qui a dirigé un restaurant de Coney Island. Durant sa visite à l’exposition universelle de Colombia, à Chicago en 1893, il découvre la grande roue et décide de se construire la sienne à Coney Island.
Il ajouta d’autres attractions dont une course de chevaux mécaniques qui plus tard donna son nom au parc.
Steeplechase Park fut victime d’un incendie en 1907, détruisant une grande partie du parc. Tilyou afficha devant son parc après l’incident une annonce où était écrit : 
« À mes amis : j’ai aujourd’hui des problèmes que je n’avais pas hier. J'ai eu hier des problèmes que je n'ai plus aujourd'hui. Sur ce site sera construit un Steeplechase Park plus grand, plus intéressant. Visite des dégâts causés par les flammes: dix cents. »
Comme l’annonçait le directeur, le parc fut reconstruit, il rouvrit en partie pour la saison 1908 puis totalement en 1909. Il incluait à cette époque le "Pavillon du rire" construit en acier et verre.
Le parc fut à nouveau victime des flammes en 1936 puis en 1939.
À la fermeture de la Foire internationale de New York 1939-1940, Tilyou acheta le Parachute Drop qu’il installa dans son parc. L’attraction était à l’origine une tour d’entrainement pour les parachutistes. L’attraction fut exploitée jusqu’à la fermeture du parc en 1964.
Après une série noire d’accidents, de disputes dans la famille Tilyou et une recrudescence de la criminalité dans le voisinage, le parc fut fermé définitivement à la fin de l'année 1964.
Trop chère a démonter, la tour parachute fut finalement inscrite au Registre national des lieux historiques en 1977. Elle fut ajoutée au Registre National des Places Historiques. C’est aujourd’hui le dernier vestige de Steeplechase.
Le site fut racheté pour 2,5 millions de dollars par Fred Trump (père de Donald Trump) en 1965, avec l’intention de développer la construction de logements à bas prix. Le 21 septembre 1966, exactement deux ans après la fermeture du parc, Fred Trump a organisé une fête de démolition du Pavillon du rire de Steeplechase Park en invitant les personnes présentes à lancer des briques (vendues sur place) à travers le vitrail représentant le visage de Tilie « Funny Face », la mascotte du parc. Cet évènement s'avèrera être un échec en raison de l'indignation des habitants à voir être détruit un symbole local.
N'ayant pas reçu les autorisations de la mairie pour son projet de construction, Fred Trump a revendu la propriété à la ville de New York en 1968.
Aujourd’hui le site est occupé par le MCU Park, stade de la ligue mineure de baseball et terrain des Cyclones de Brooklyn.

## Dans la littérature
Steeplechase park et son charismatique propriétaire George Tilyou figurent de façon proéminente dans Closing time (titre français : On ferme !), un roman nostalgique et semi-fantastique de Joseph Heller qui est une sorte de suite, trente ans après) de son roman le plus connu Catch 22 dans lequel figurent les protagonistes principaux, John Yossarian et le capitaliste prédateur Milo Minderbinder.
Heller imagine que Steeplechase park n'est pas détruit mais s'enfonce graduellement dans le sol, avec son propriétaire, et reste accessible à quelques initiés à travers des portes dissimulées dans le tunnel du métro qui dessert la gare maritime du port autonome de New-York, une métaphore pour exprimer la permanence des souvenirs heureux  du temps de l'enfance liés aux attractions de Coney Island, disparues en partie par le phénomène de mode et en partie par les actions hostiles du très controversé grand urbaniste de New-york, Robert Moses.